# Solna (stacja kolejowa)
Solna – stacja kolejowa Stockholms pendeltåg, położona w dzielnicy Hagalund w gminie Solna. Znajduje się 5,1 km na północ od Stockholms centralstation na Ostkustbanan (dawniej część Norra Stambanan) tuż przy północnym ujściu 500-metrowego Hagalundstunneln. Stacja znajduje się około 800 metrów pieszo od stacji metra Solna centrum.
Stacja posiada jeden peron wyspowy z dwoma wejściami, na południu z Råsundavägen i północy z Målbron (kładka łącząca Frösunda z Arenastaden). Stacja została zmodernizowana w związku z otwarciem pobliskiej Friends Arena.
Dziennie obsługuje około 5 tys. pasażerów.

## Galeria

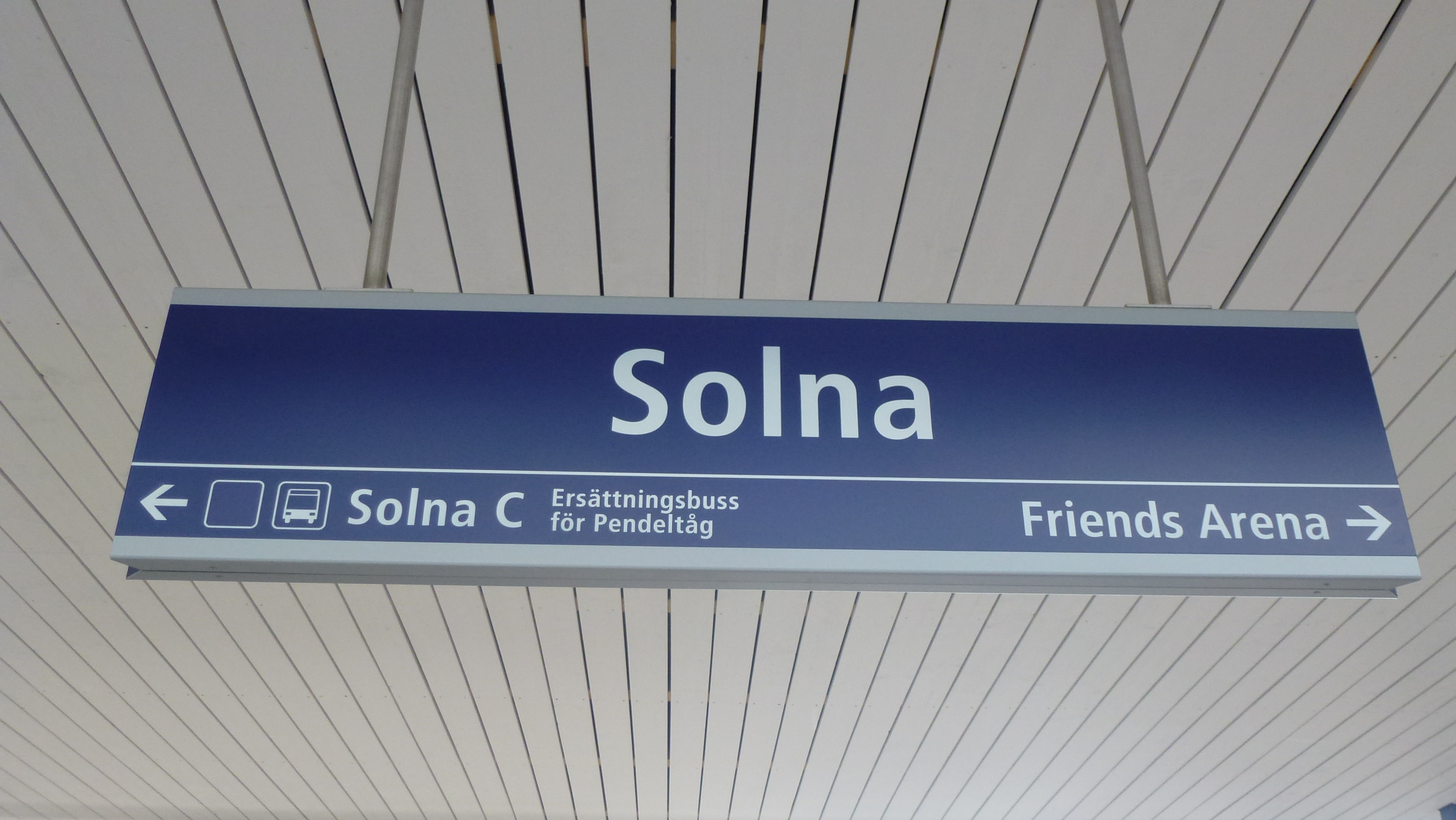
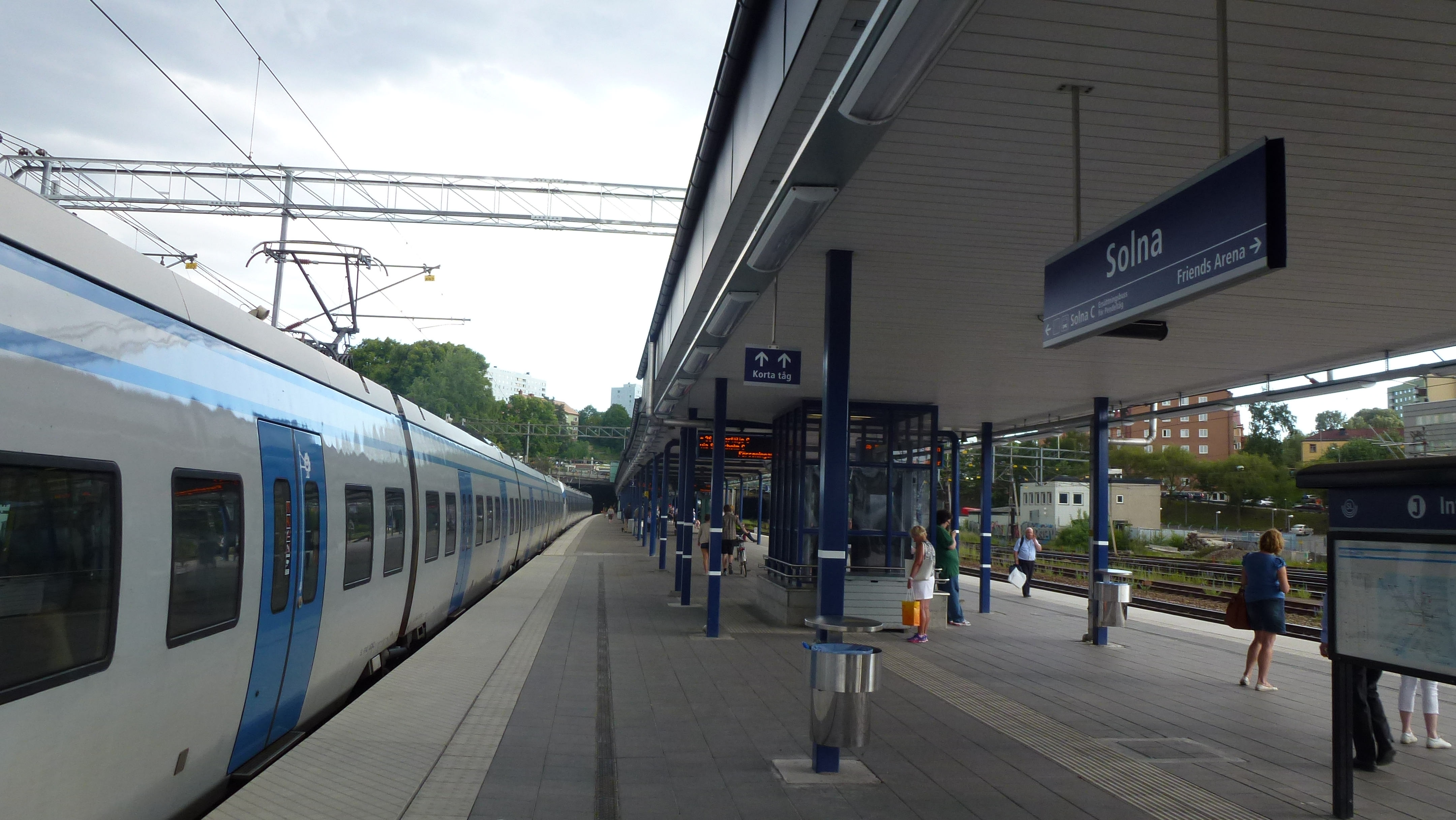
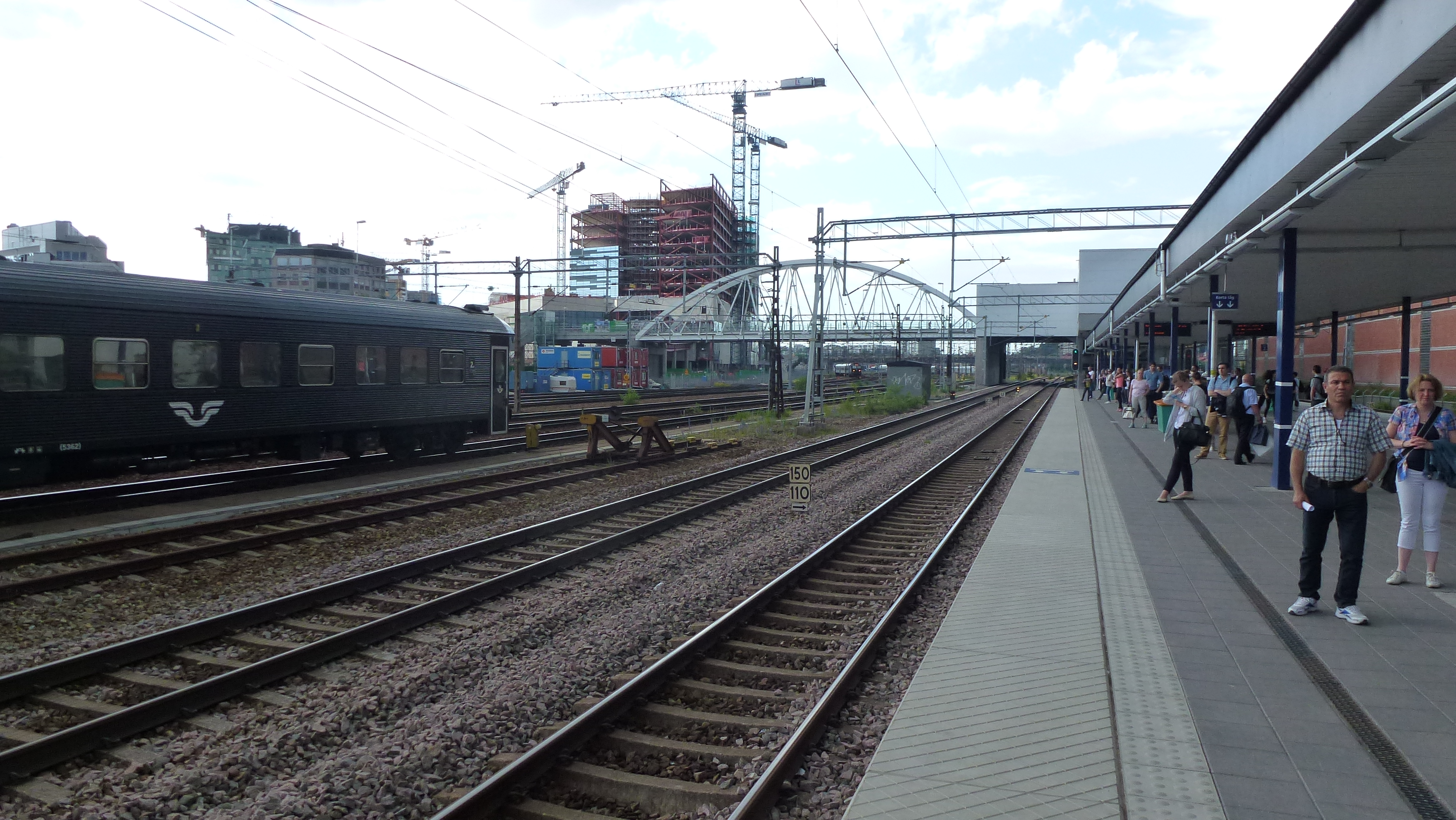
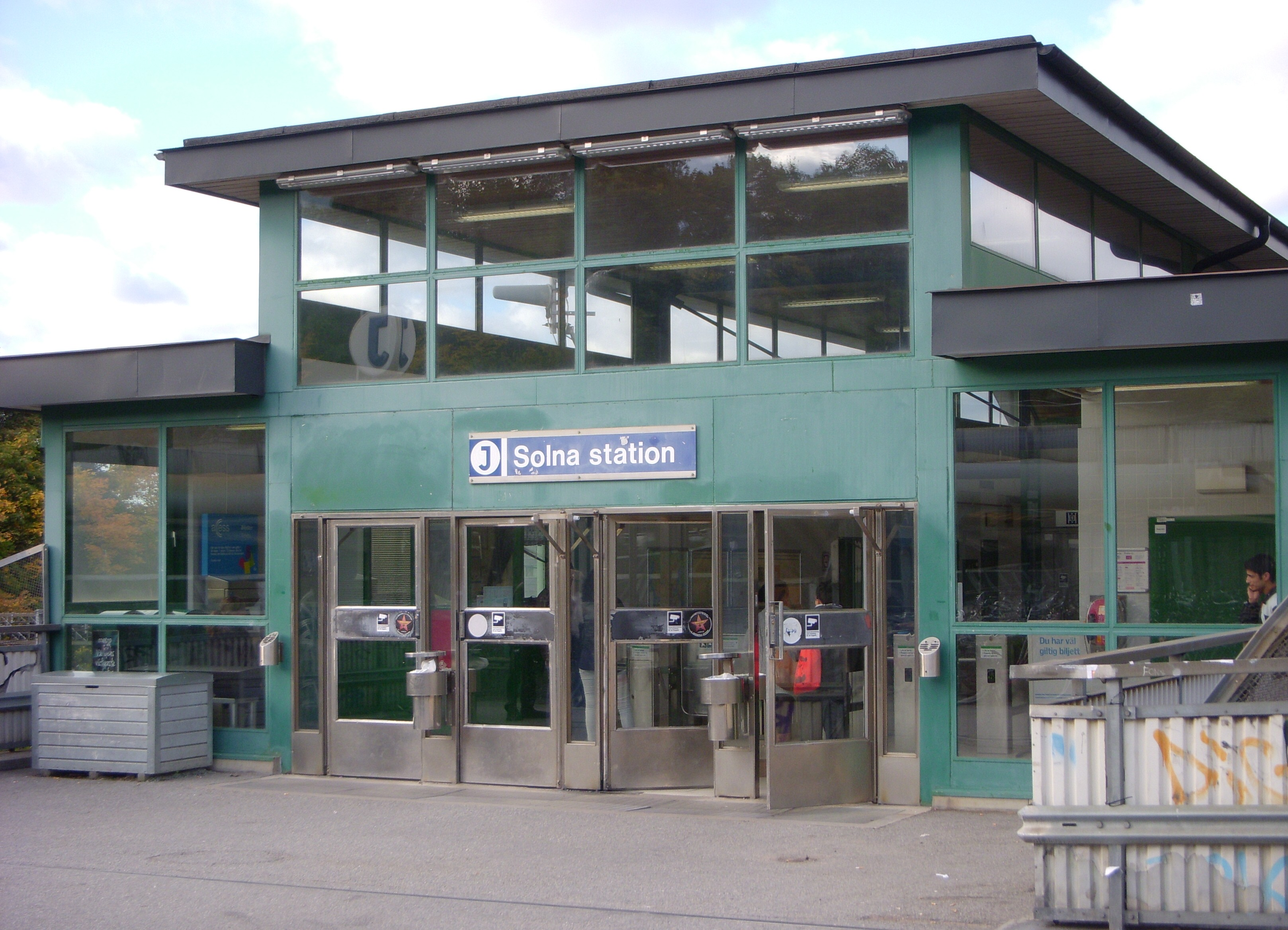
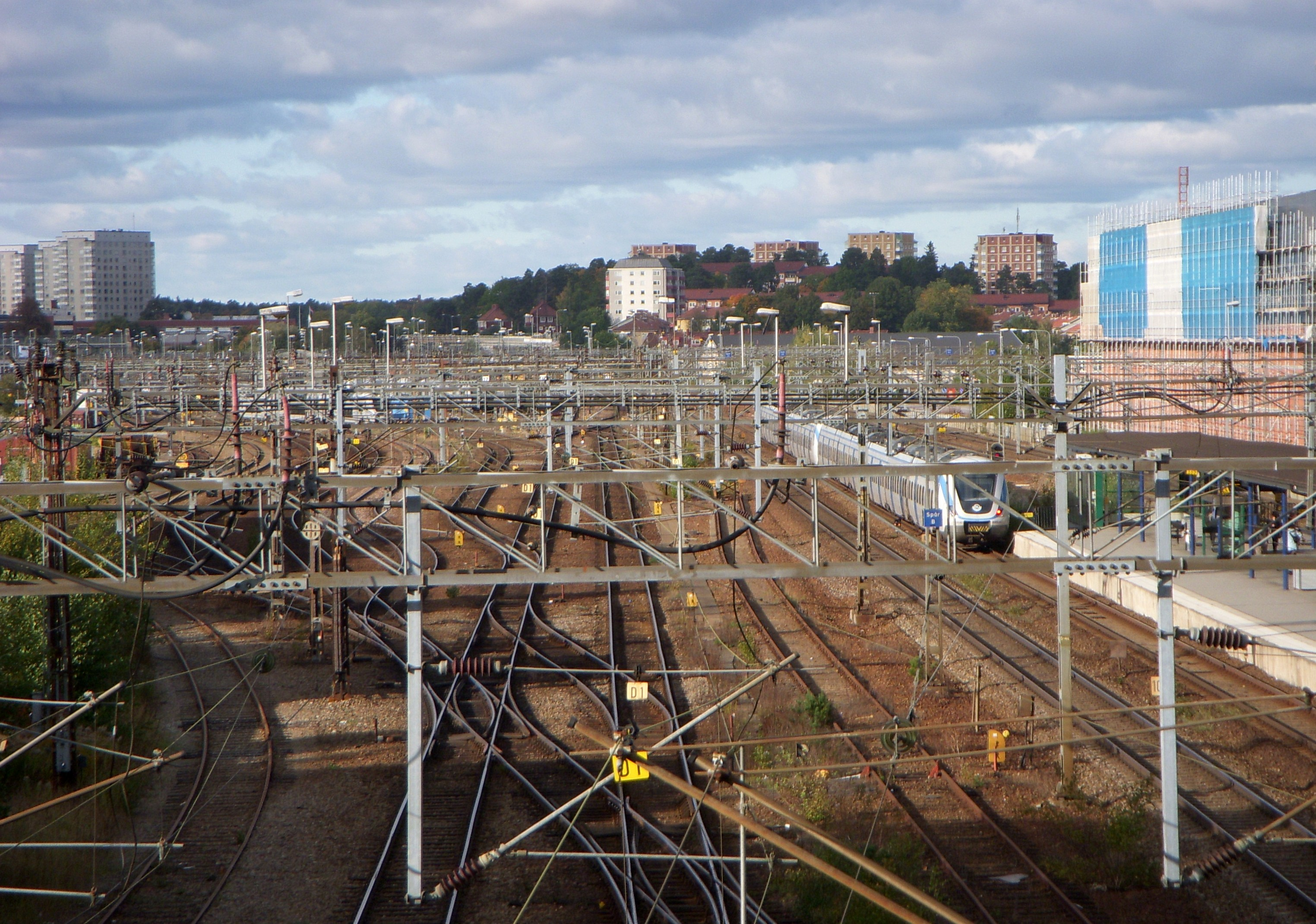
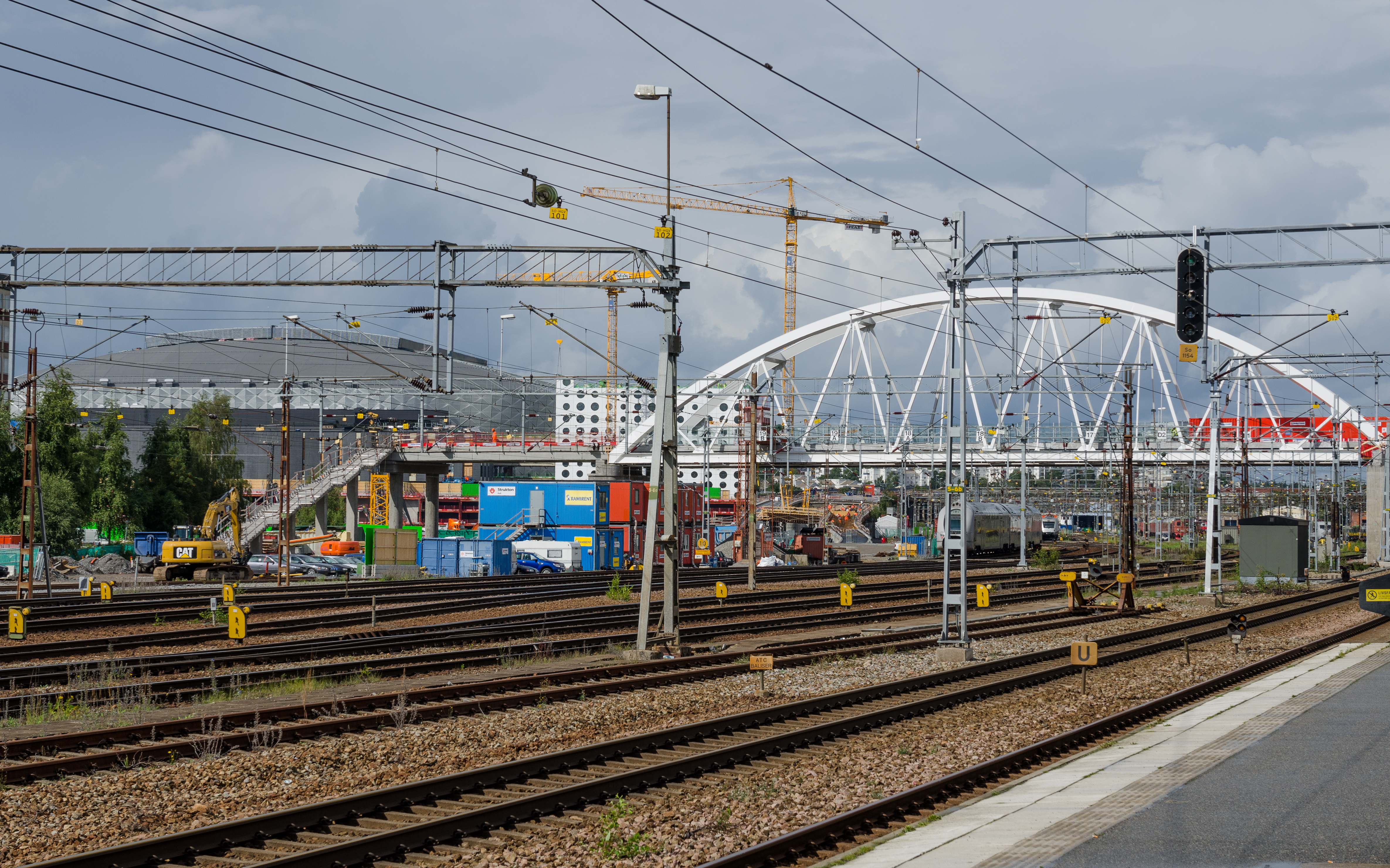
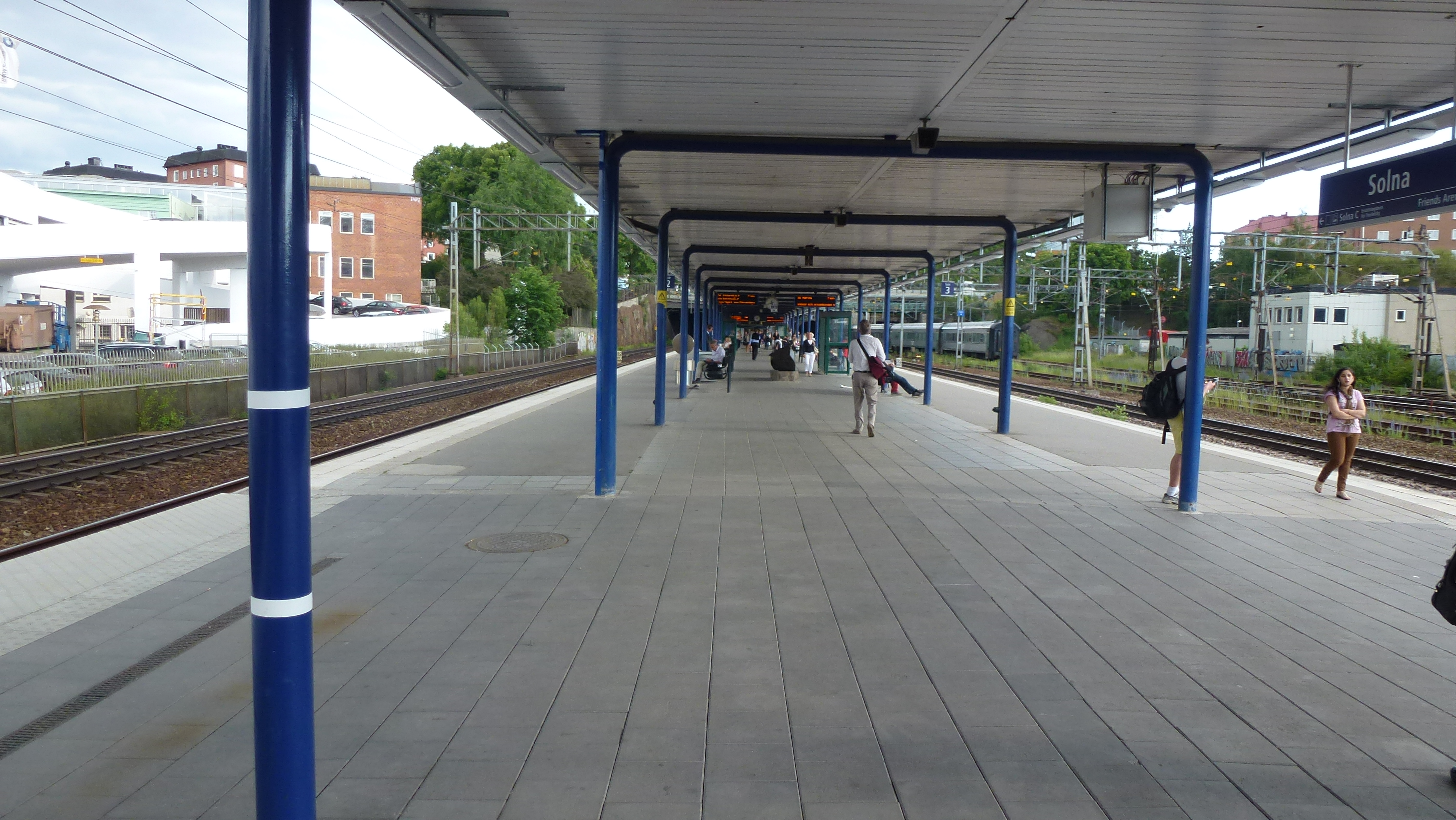
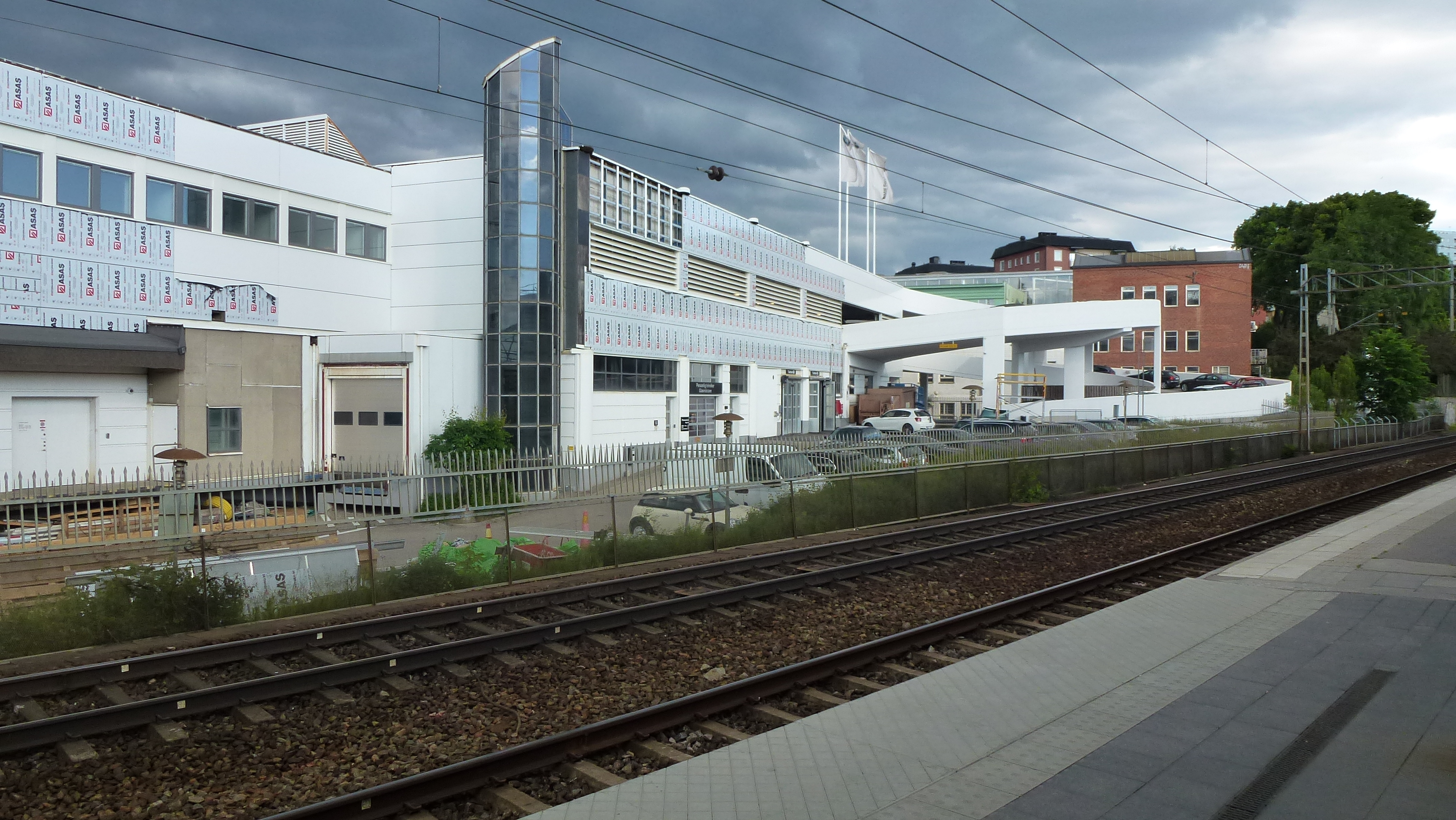
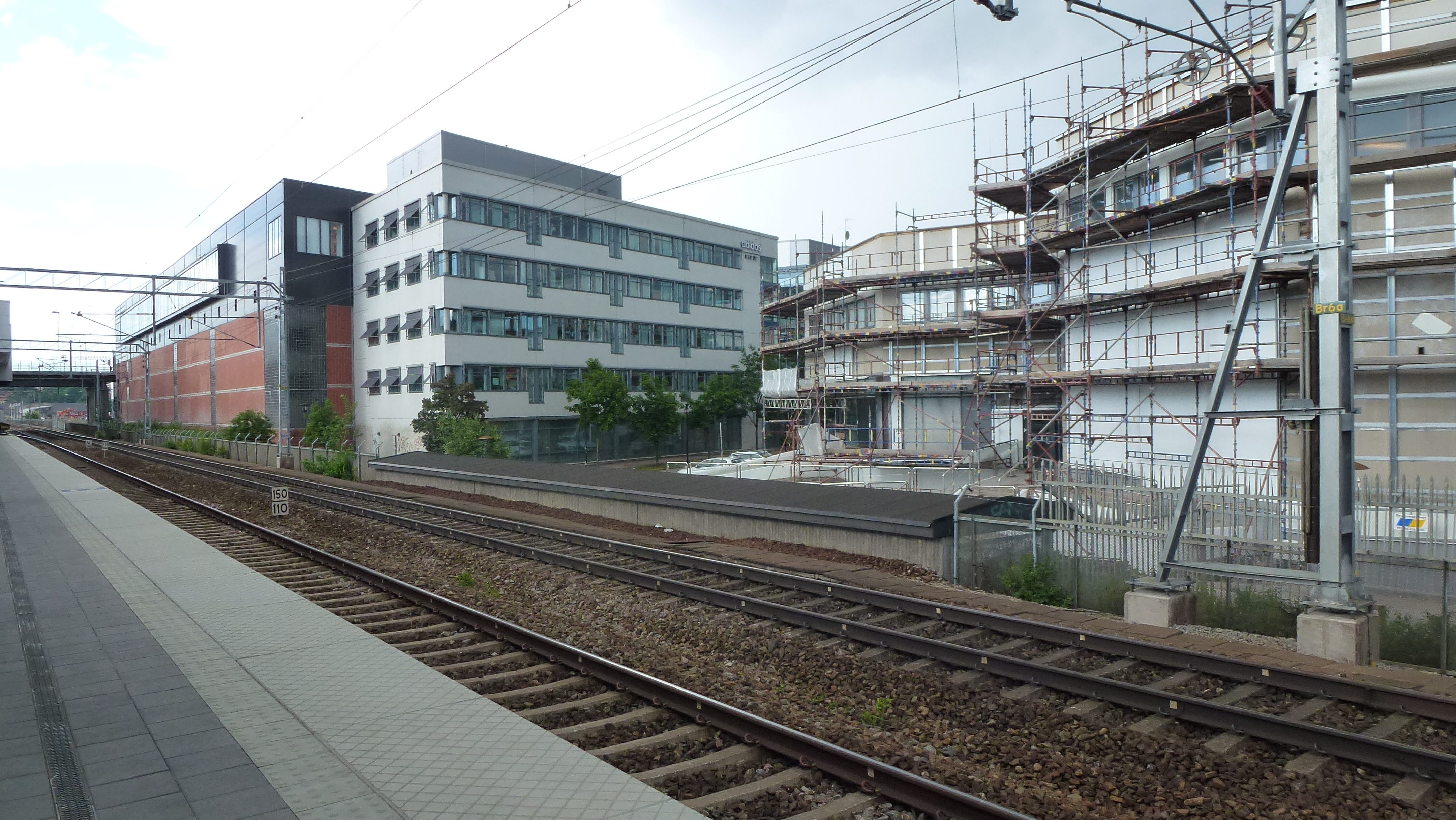
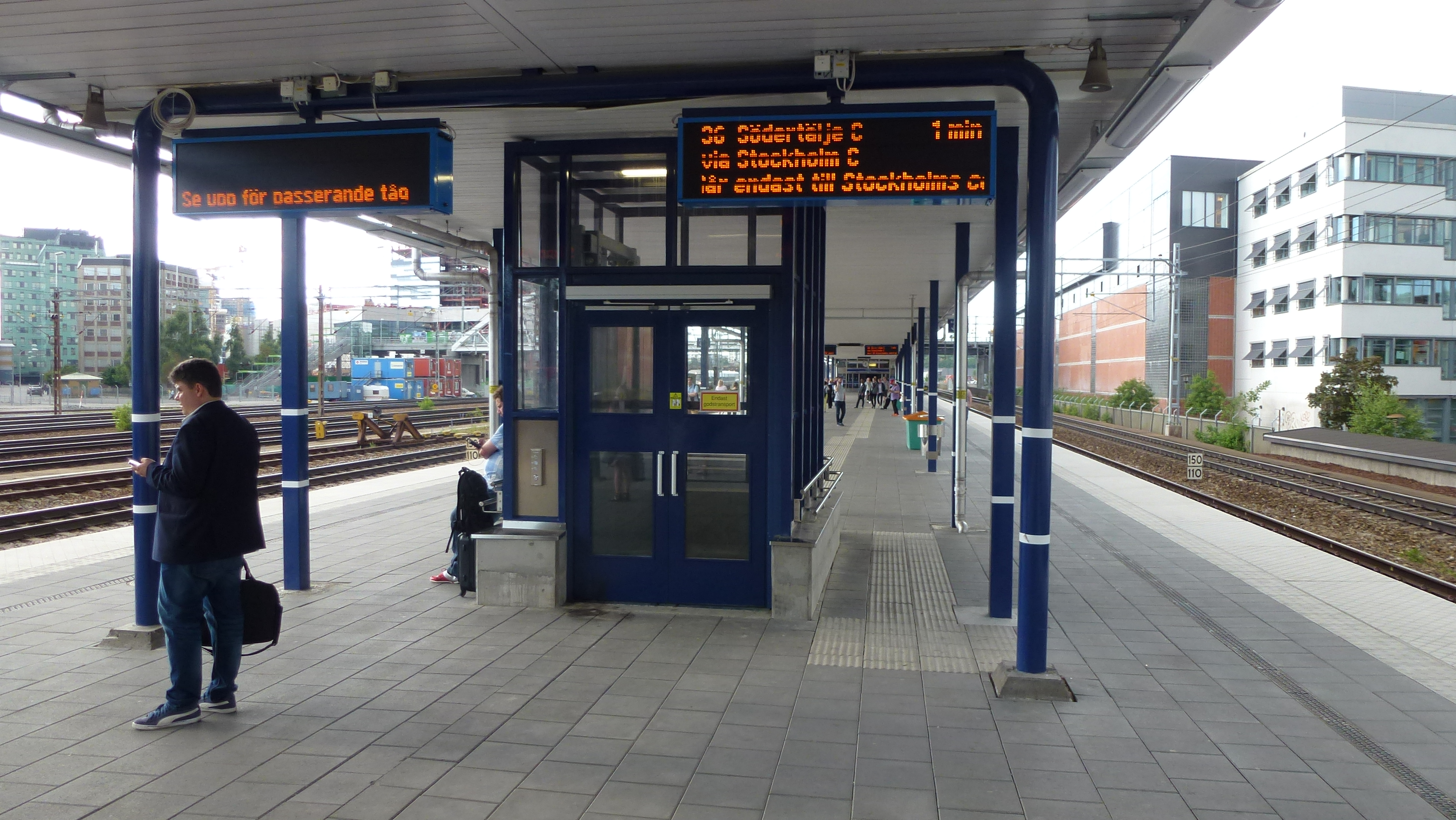
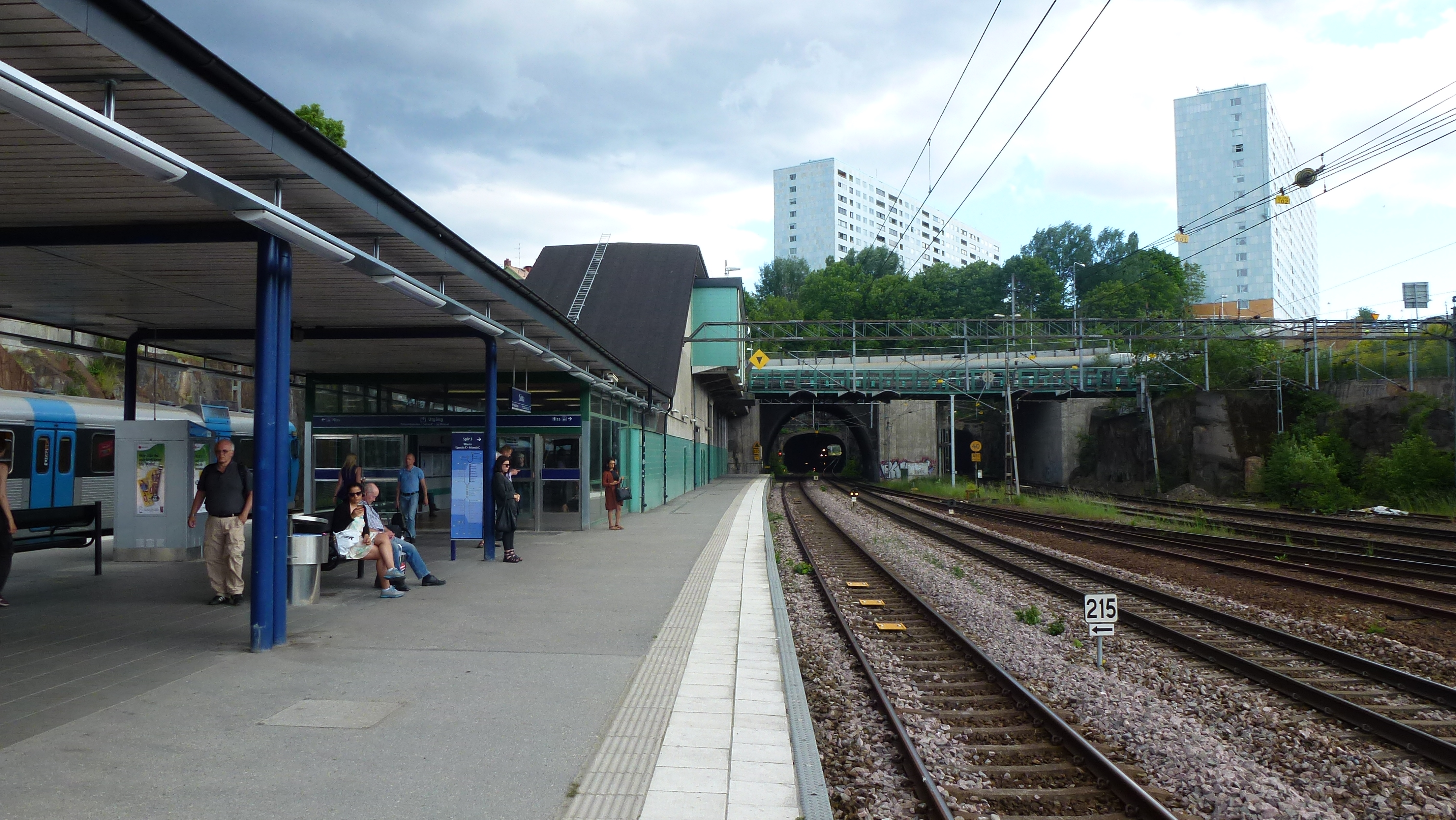
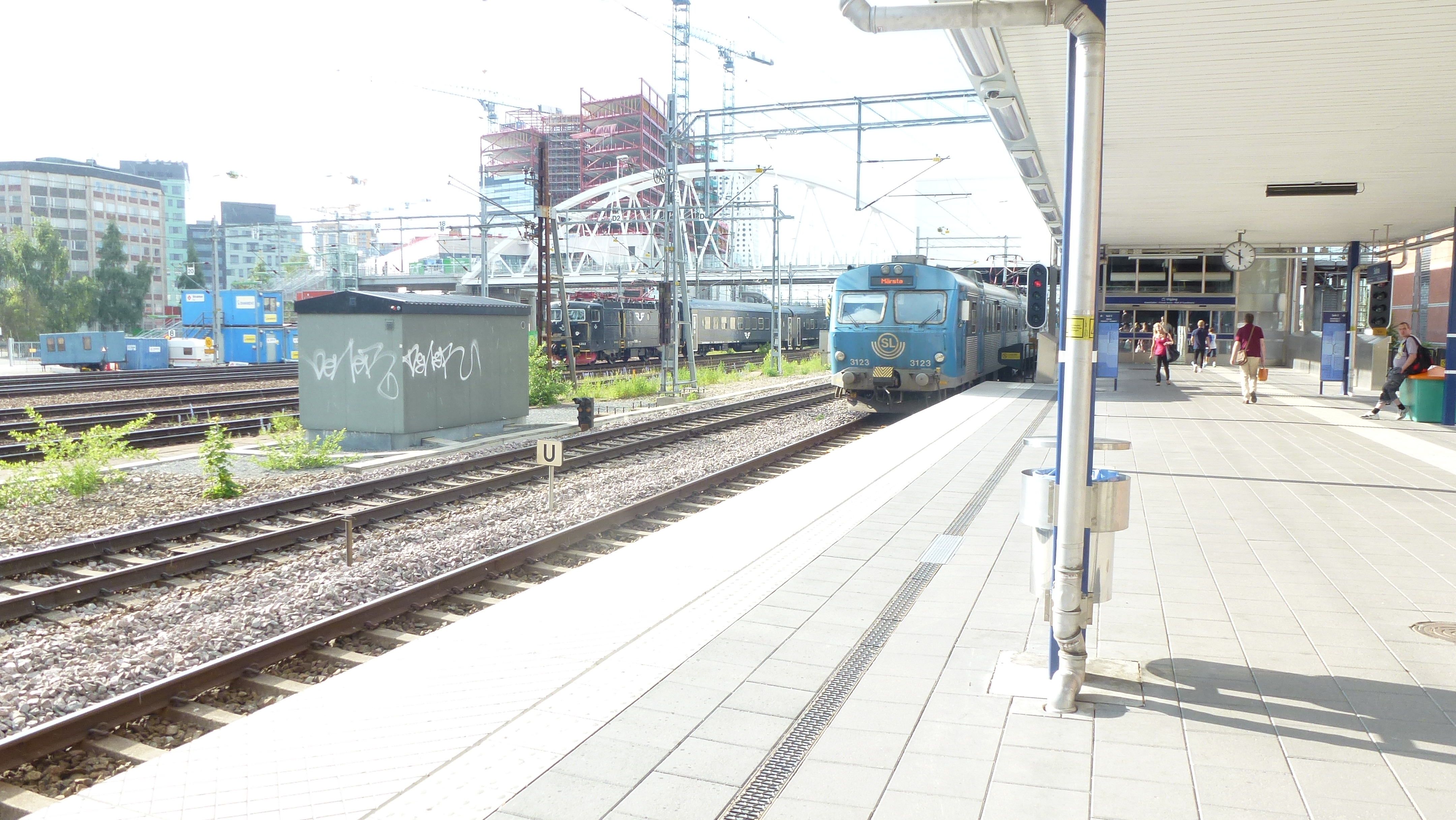
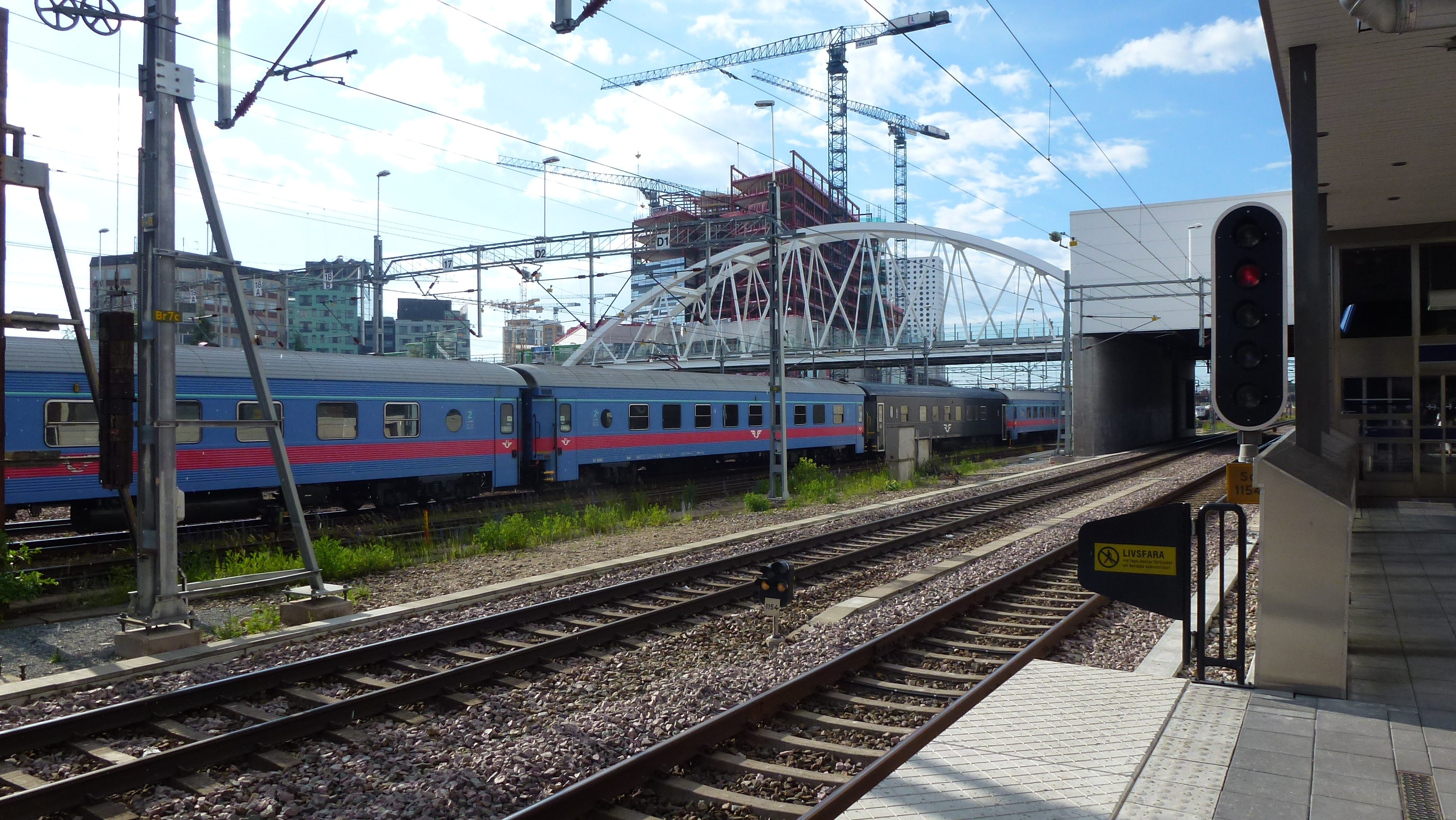
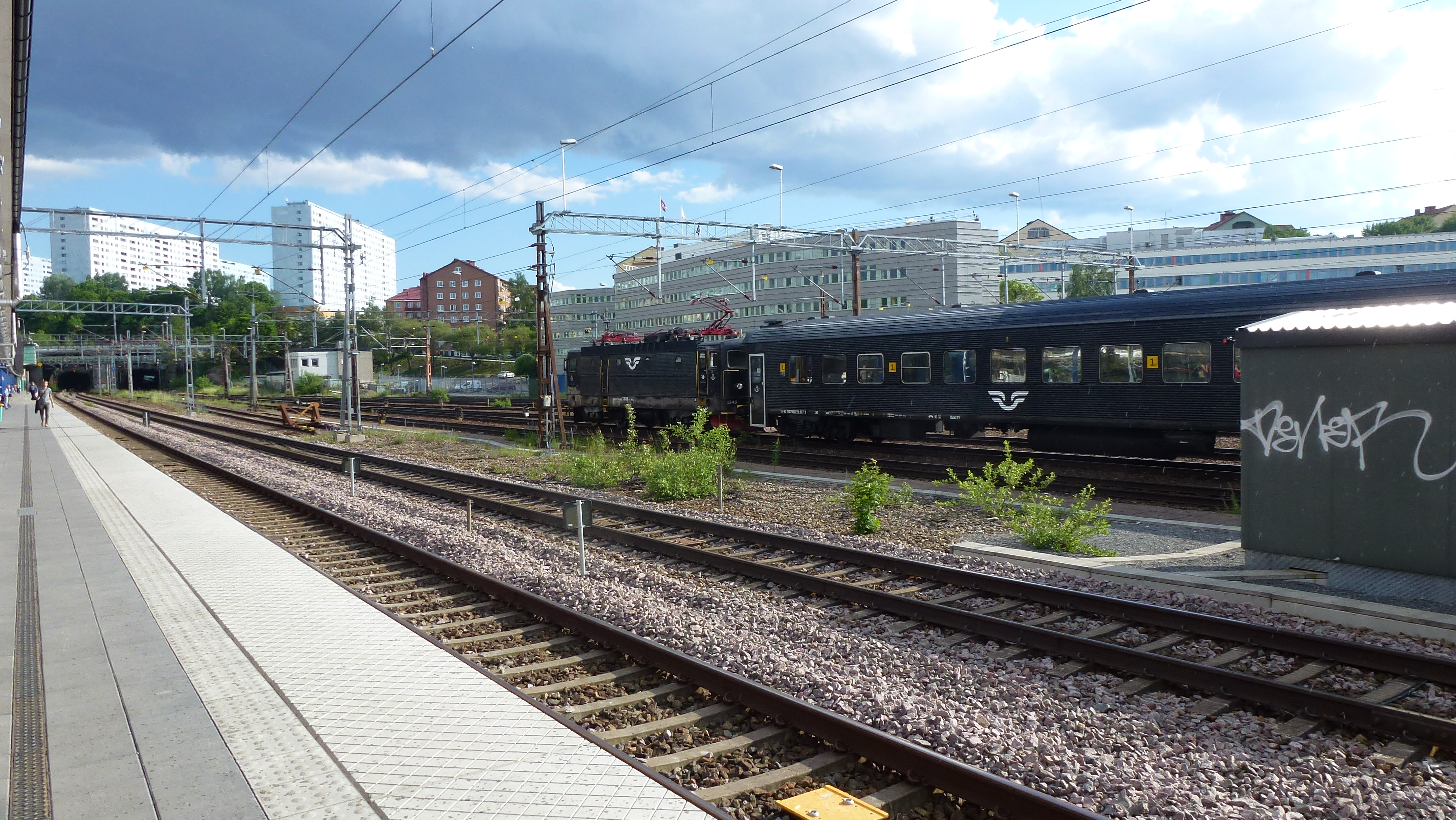
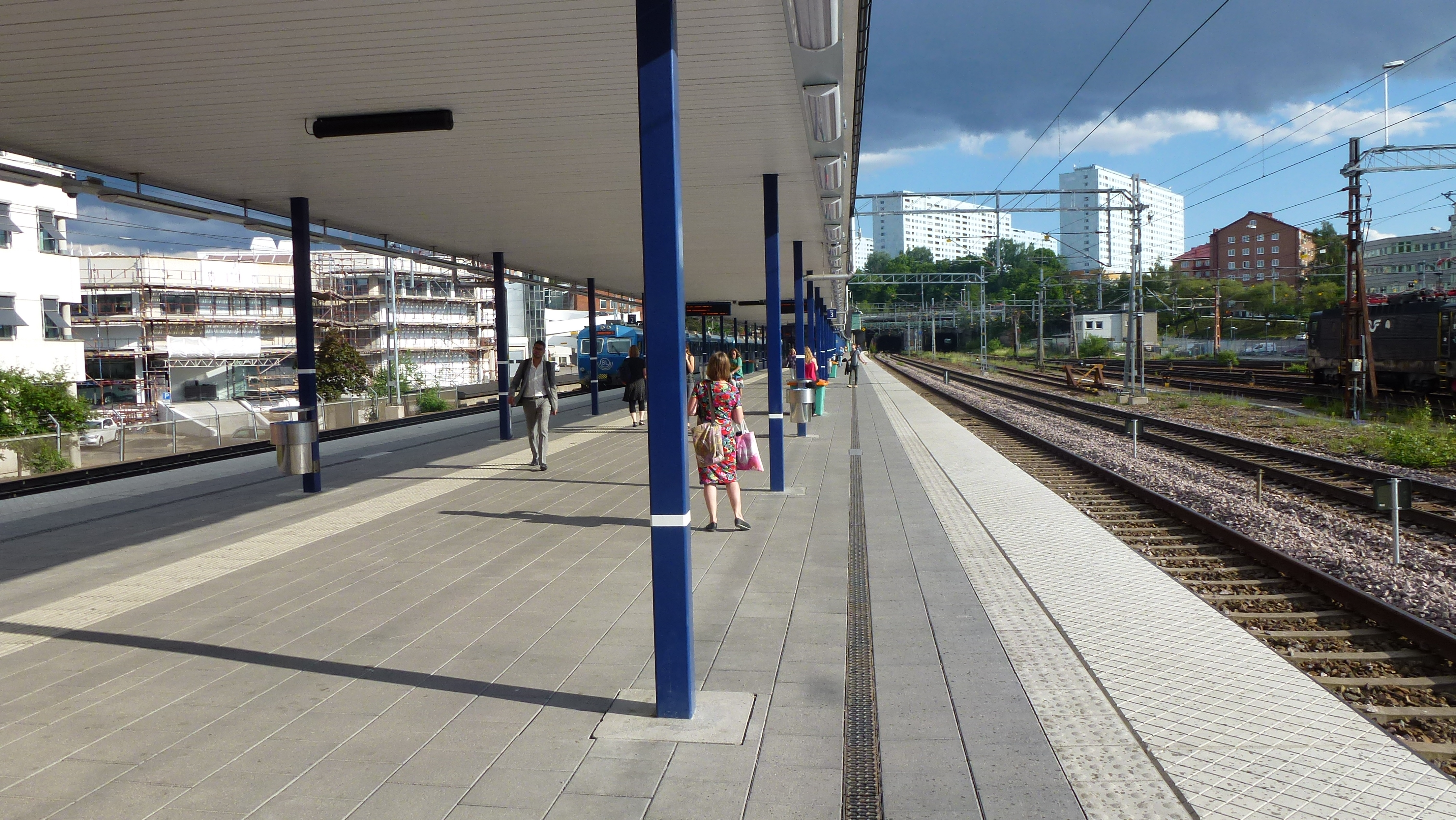
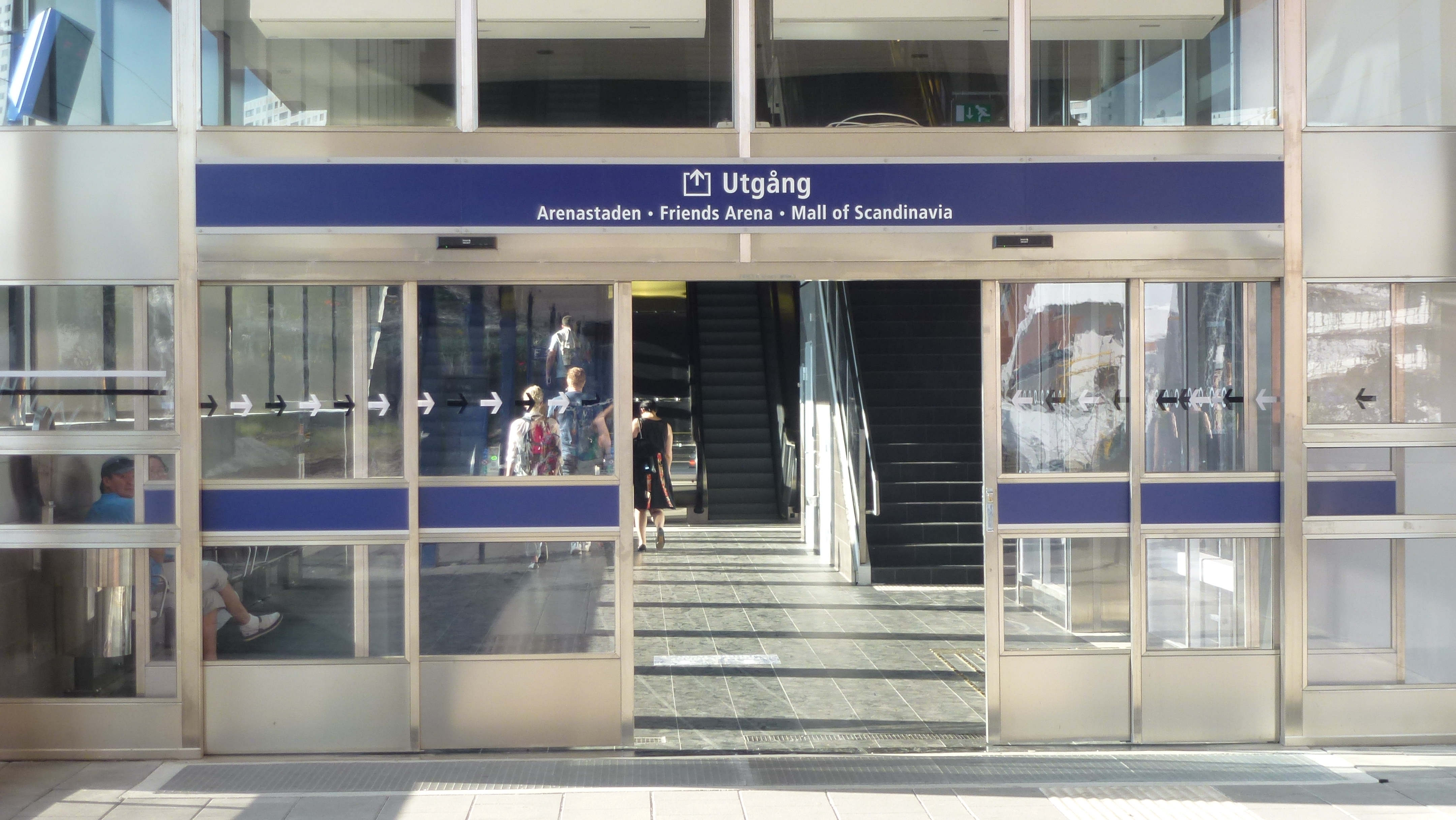
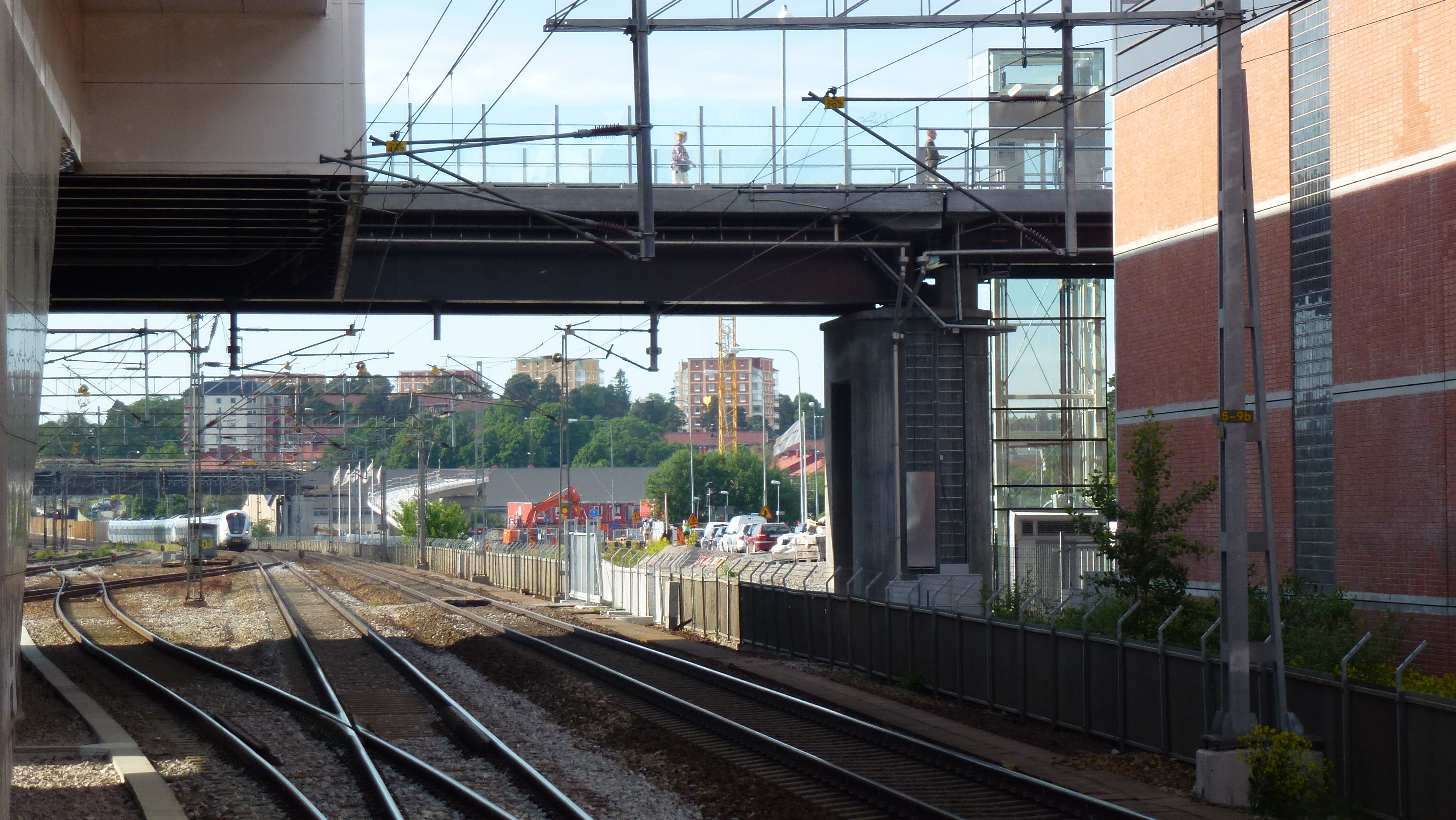
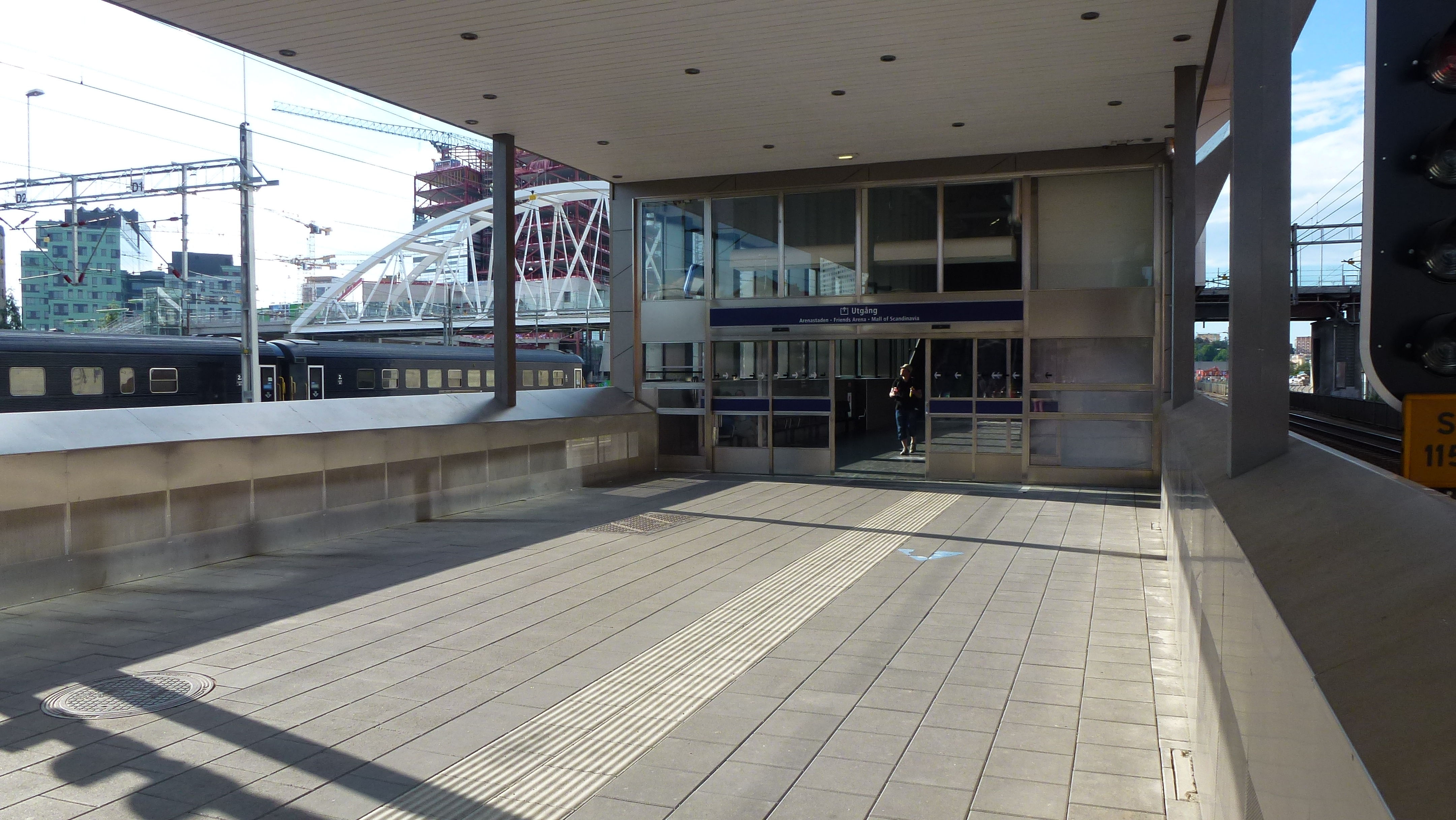
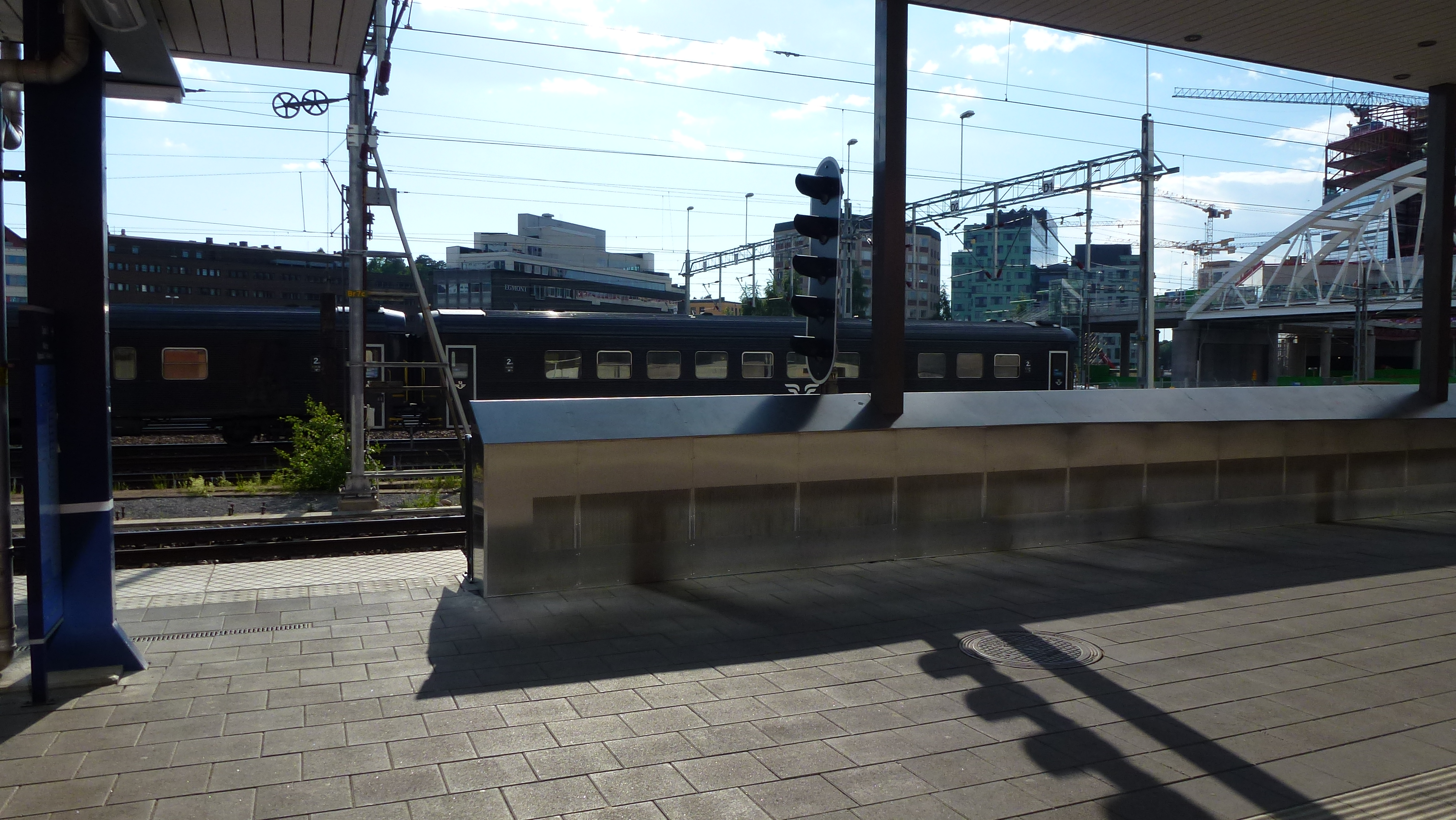
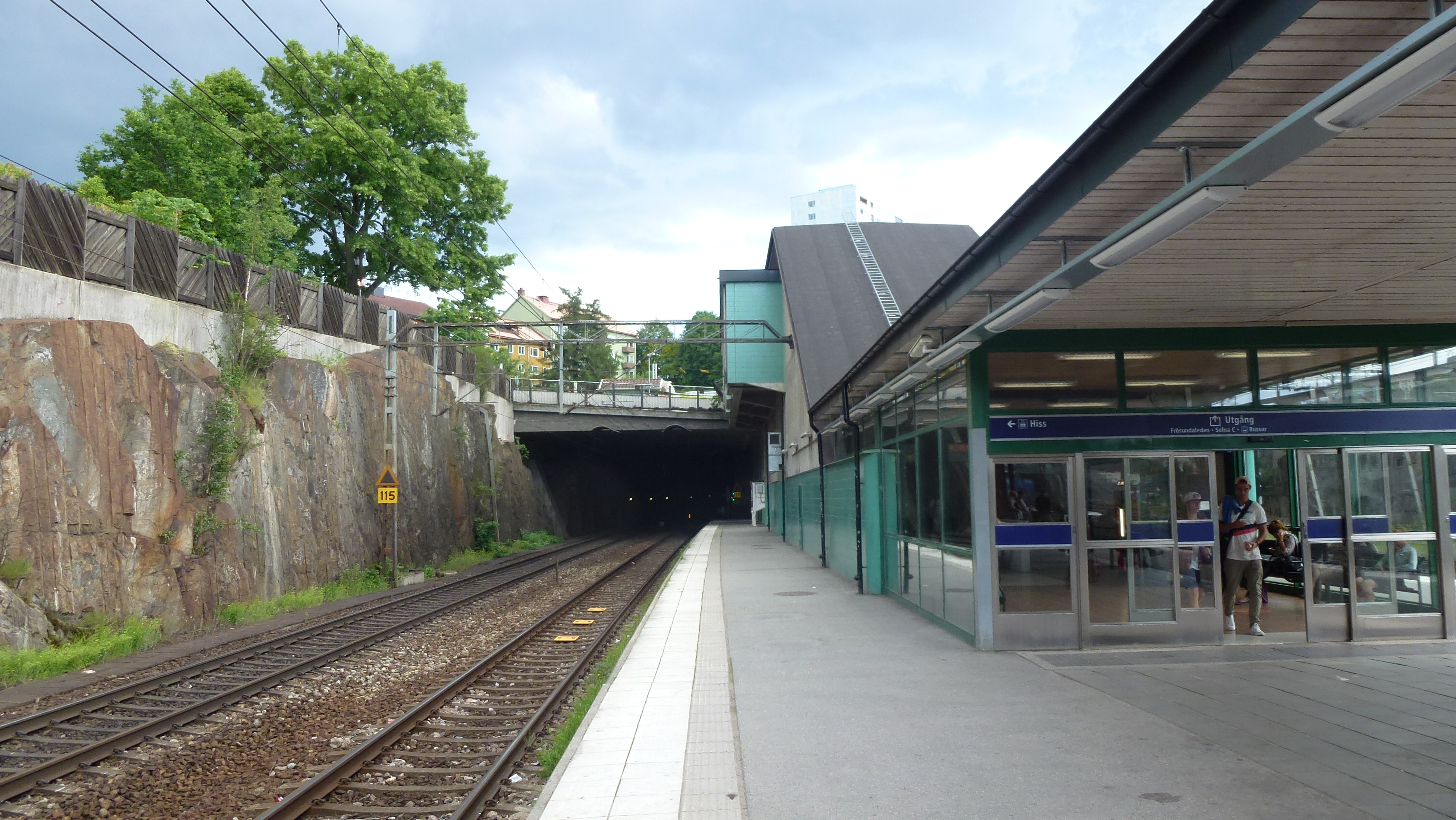
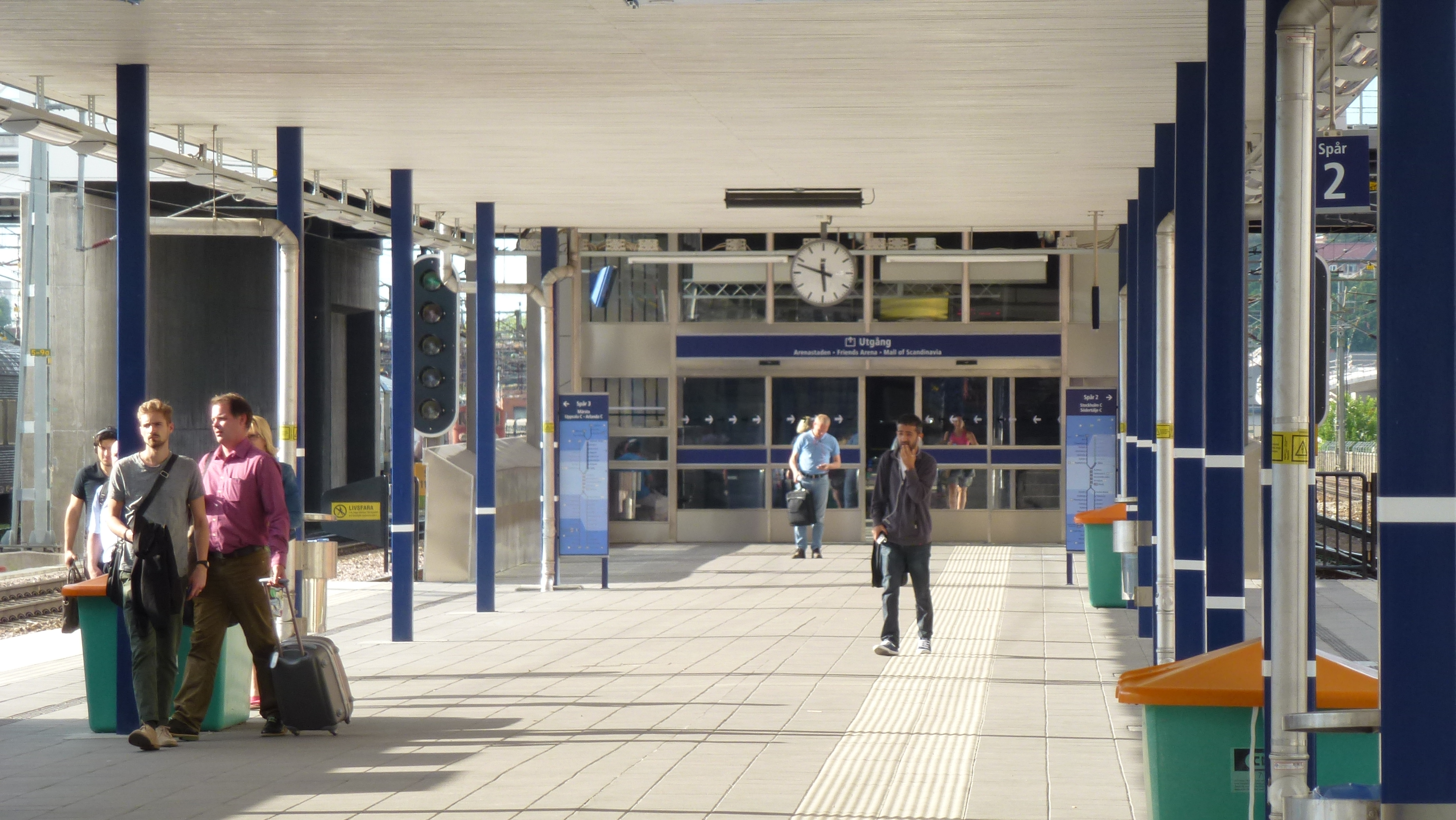
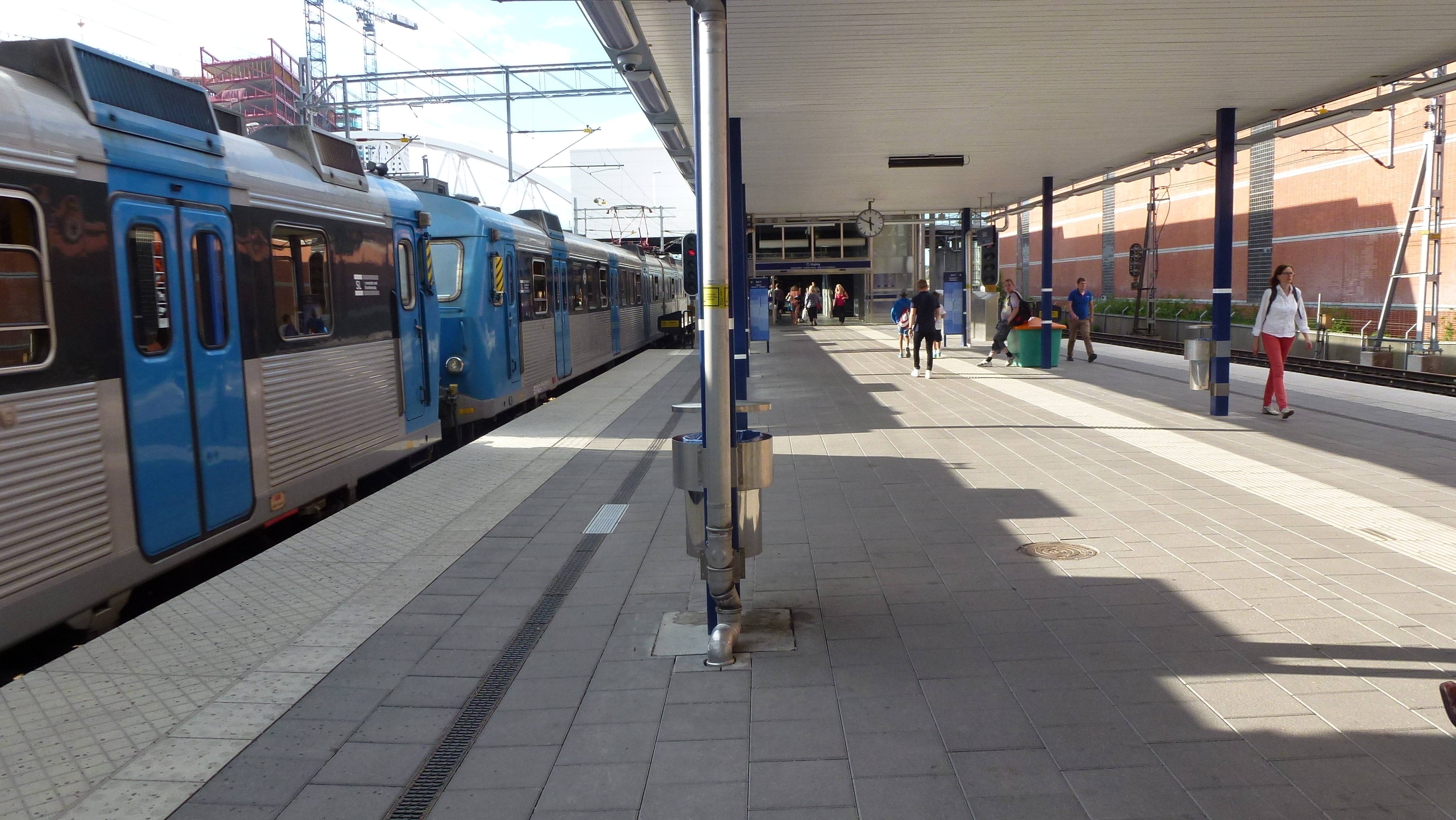

## Linie kolejowe
- Ostkustbanan